# Marokko op de Olympische Winterspelen 1988
Tijdens de Olympische Winterspelen van 1988, die in Calgary (Canada) werden gehouden, nam Marokko voor de derde keer deel.

## Deelnemers en resultaten

### Alpineskiën
| Olympiër           | Discipline       | Resultaat | Prestatie                          |
| ------------------ | ---------------- | --------- | ---------------------------------- |
| Ahmed Ait Moulay   | reuzenslalom (m) | dq-1      | diskwalificatie run 1              |
| Ahmed Ait Moulay   | slalom (m)       | 42e       | 2.33,17 (+53,70) 1.20,36+1.12,81   |
| Lotfi Housnialaoui | reuzenslalom (m) | dq-1      | diskwalificatie run 1              |
| Lotfi Housnialaoui | slalom (m)       | 47e       | 2.49,64 (+1.10,17) 1.35,61+1.14,03 |
| Ahmad Ouachit      | reuzenslalom (m) | dq-1      | diskwalificatie run 1              |
| Ahmad Ouachit      | slalom (m)       | 41e       | 2.31,53 (+52,06) 1.19,17+1.12,36   |

Amerikaanse Maagdeneilanden · Andorra · Argentinië · Australië · België · Bolivia · Bondsrepubliek Duitsland · Bulgarije · Canada · Chili · China · Chinees Taipei · Costa Rica · Cyprus · Denemarken · Duitse Democratische Republiek · Fiji · Filipijnen · Finland · Frankrijk · Griekenland · Groot-Brittannië · Guam · Guatemala · Hongarije · IJsland · India · Italië · Jamaica · Japan · Joegoslavië · Libanon · Liechtenstein · Luxemburg · Marokko · Mexico · Monaco · Mongolië · Nederland · Nederlandse Antillen · Nieuw-Zeeland · Noord-Korea · Noorwegen · Oostenrijk · Polen · Portugal · Puerto Rico · Roemenië · San Marino · Sovjet-Unie · Spanje · Tsjecho-Slowakije · Turkije · Verenigde Staten · Zuid-Korea · Zweden · Zwitserland